# Simon Kuipers

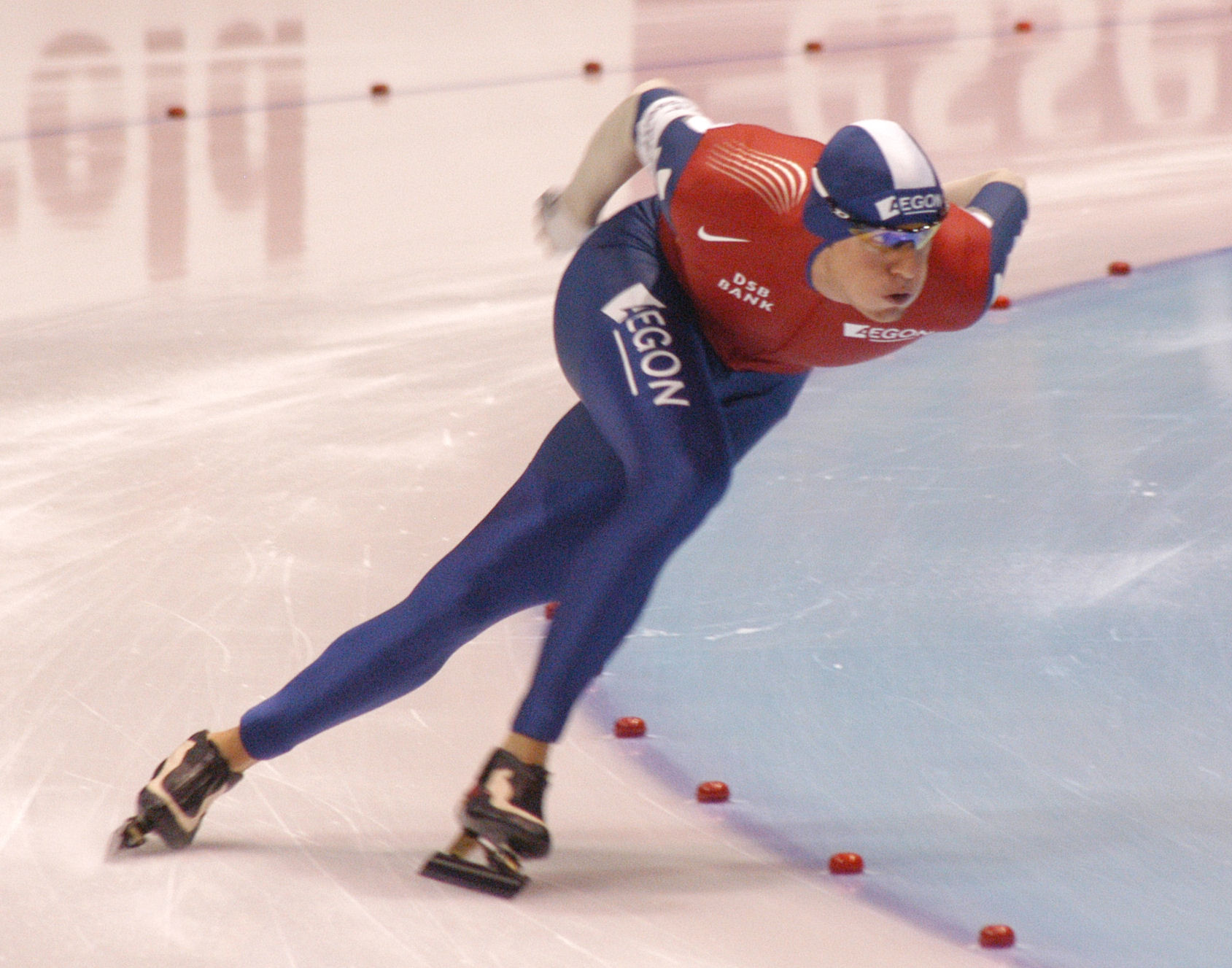
Simon Kuipers beim Weltcup in Heerenveen 2007

Simon Kuipers (* 9. August 1982 in Haarlem, Nordholland) ist ein niederländischer, auf Kurz- und Mittelstrecken spezialisierter ehemaliger Eisschnellläufer.
Der zu dieser Zeit für den IJsclub Nova Zembla Spaarndam laufende Simon Kuipers debütierte im Januar 2004 beim Weltcup in Collalbo. Schnell schaffte er gute Platzierungen unter den besten 15, darunter auch zwei Siege in der B-Gruppe des Weltcups. Bis November 2006 gewann Kuipers einen Weltcup und kam vier Mal unter die besten drei. Im Gesamtweltcup über 1500 Meter wurde er in der Saison 2006/07 Sechster. Bei den Olympischen Spielen 2006 in Turin verpasste er mit dem Vierten Platz über die 1500 Meter nur knapp eine Medaille. 2009 wurde er Dritter der Sprint-Weltmeisterschaft in Moskau. Er lebt in Spaarndam.
Im März 2012 beendete Kuipers seine Laufbahn. Nach einer nicht erfolgreich verlaufenen Saison fehle ihm die Motivation weiterzumachen, begründete er seinen Schritt.

## Eisschnelllauf-Weltcup-Platzierungen
| Platzierung | 100 m | 500 m | 1000 m | 1500 m | Team |
| ----------- | ----- | ----- | ------ | ------ | ---- |
| 1. Platz    |       |       |        | 2      |      |
| 2. Platz    |       |       | 2      | 2      |      |
| 3. Platz    |       |       | 2      | 1      |      |
| Top 10      |       | 6     | 12     | 11     |      |

(Stand: 3. Dezember 2009)